# Loppcirkus

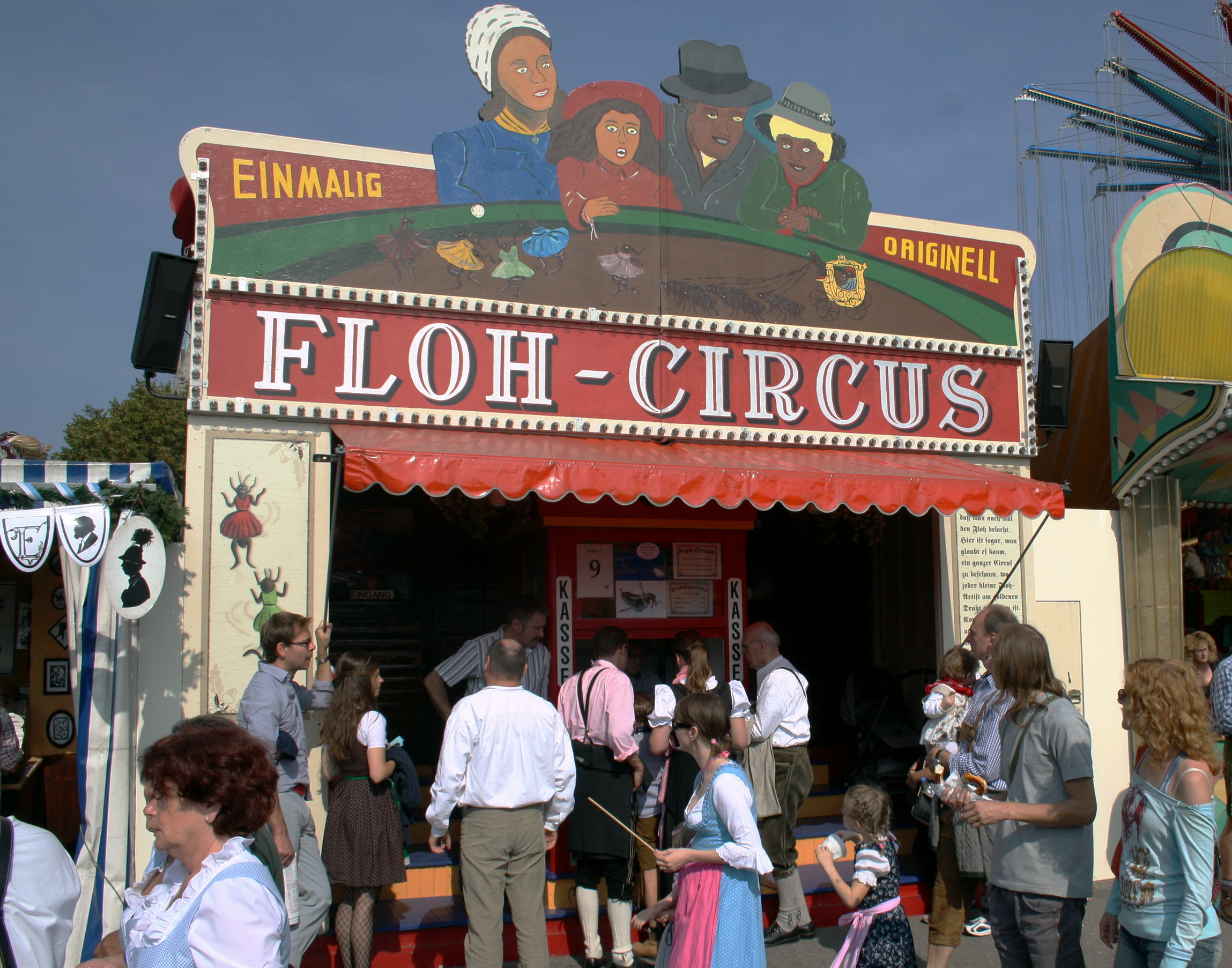
Loppcirkusen på Oktoberfest.

En loppcirkus är ett traditionellt marknadsnöje där loppor, som har avvants från att hoppa genom att hållas instängda i låga askar, fås att uppträda som om de vore dresserade. Nordens sista loppcirkus som fanns på Köpenhamns Tivoli från 1952, stängde 1965 i brist på artister (det vill säga loppor).
I Tyskland 2015 fanns bara en loppcirkus kvar.